# Sintesajzer
Sintesajzer ili sintisajzer (engl. synthesizer) je glazbeni instrument koji sintetičkim putem proizvodi razne zvukove. Obično se sastoji od zvučnika i kontrolnog panela, najčešće klavijature. Sintesajzeri koji nemaju kontrolni panel obično se nazivaju synthmodulima.
Postoje dvije vrste sintesajzera, analogni i digitalni:
- Analogni sintesajzeri su prvenstveno sastavljeni od analognih komponenti kao što su tranzistori i diode.

- Digitalni sintesajzeri uglavnom koriste mikroprocesore za proizvodnju i manipulaciju zvukova. Ovi sintesajzeri također mogu koristiti MIDI za komunikaciju s drugim sintesajzerima, računalima i ostalim komponentama

Prvi voltažno kontrolirani subtraktivni sintesajzer konstruirao je Amerikanac Robert A. Moog (1964.)